# Pyrrhoernestia peticola
Pyrrhoernestia peticola är en tvåvingeart som beskrevs av Townsend 1931. Pyrrhoernestia peticola ingår i släktet Pyrrhoernestia och familjen parasitflugor.
Artens utbredningsområde är Bolivia. Inga underarter finns listade i Catalogue of Life.